# Алі-Гол
Алі-Гол (також Аліхе, від кит. 阿里河镇, пін. Ālĭhé Zhèn) — містечко у КНР, адміністративний центр Ороченського автономного хошуну автономії Внутрішня Монголія.

## Географія
Алі-Гол лежить у східних передгір'ях Великого Хінгану.

### Клімат
Містечко знаходиться у зоні, котра характеризується континентальним субарктичним кліматом. Найтепліший місяць — липень із середньою температурою 18.2 °C (64.8 °F). Найхолодніший місяць — січень, із середньою температурою -26.7 °С (-16.1 °F).
| Клімат Алі-Гола         | Клімат Алі-Гола | Клімат Алі-Гола | Клімат Алі-Гола | Клімат Алі-Гола | Клімат Алі-Гола | Клімат Алі-Гола | Клімат Алі-Гола | Клімат Алі-Гола | Клімат Алі-Гола | Клімат Алі-Гола | Клімат Алі-Гола | Клімат Алі-Гола | Клімат Алі-Гола |
| Показник                | Січ.            | Лют.            | Бер.            | Квіт.           | Трав.           | Черв.           | Лип.            | Серп.           | Вер.            | Жовт.           | Лист.           | Груд.           | Рік             |
| Середня температура, °C | −26,7           | −22,3           | −12             | 0,5             | 9               | 15,2            | 18,2            | 15,9            | 8,9             | −1              | −14,7           | −24,5           | −2,8            |
| Норма опадів, мм        | 3.3             | 3.3             | 6.4             | 22.8            | 36.4            | 76              | 137.4           | 113.9           | 58.2            | 15.9            | 7.3             | 5.4             | 486.3           |
| Днів з опадами          | 6,1             | 5,6             | 5,6             | 7,4             | 9,7             | 14,4            | 17,4            | 16,7            | 12,2            | 6,4             | 7,3             | 9,3             | 118,1           |
| Вологість повітря, %    | 76.2            | 72              | 63.1            | 52.6            | 49.9            | 64.7            | 76.4            | 78              | 70.6            | 61.7            | 73.2            | 79.2            | 68.1            |
| ----------------------- | --------------- | --------------- | --------------- | --------------- | --------------- | --------------- | --------------- | --------------- | --------------- | --------------- | --------------- | --------------- | --------------- |
| Джерело: Weatherbase    |                 |                 |                 |                 |                 |                 |                 |                 |                 |                 |                 |                 |                 |